# Questione di tempo
Questione di tempo (About Time) è un film del 2013 scritto e diretto da Richard Curtis.

## Trama
Tim Lake cresce in Cornovaglia in una casa sul mare con suo padre James, la madre Mary, il distratto zio Desmond e sua sorella, Katherine o "Kit Kat", uno spirito libero. All'età di ventun'anni, Tim apprende da suo padre che gli uomini della sua famiglia hanno la capacità segreta di viaggiare indietro nel tempo, nei momenti che hanno vissuto precedentemente. Per farlo devono essere in uno spazio buio, stringere i pugni e visualizzare il ricordo in cui desiderano tornare. James scoraggia suo figlio dall'usare il suo dono per acquisire denaro o fama, perciò Tim decide che lo userà per migliorare la sua vita amorosa.
L'estate seguente, Charlotte, la cugina del fidanzato di Kit Kat, è in visita. Tim ne è istantaneamente attratto, ma aspetta fino alla fine del suo soggiorno per dichiararle i suoi sentimenti; ella, però, gli dice che avrebbe dovuto dirglielo prima. Tim viaggia indietro nel tempo per dichiararsi a Charlotte nel bel mezzo delle vacanze, ma lei dice che sarebbe meglio aspettare fino al suo ultimo giorno. Con il cuore spezzato, Tim si rende conto che questa non è interessata a lui e che il viaggio nel tempo non può far cambiare idea a nessuno.
Tim si trasferisce a Londra per intraprendere la carriera di avvocato, vivendo con un conoscente di suo padre, Harry, un commediografo rabbioso e misantropo. Tim visita un ristorante, il Dans le Noir, specializzato in appuntamenti "alla cieca" dove incontra Mary; i due flirtano nell'oscurità e, successivamente, Mary dà a Tim il suo numero di telefono. Tim torna a casa dove trova un Harry sconvolto, la cui serata inaugurale della nuova commedia è stata rovinata da un attore che ha dimenticato le sue battute. Tim torna indietro nel tempo per sistemare le cose e trasformare lo spettacolo dell'amico in un trionfo.
Tuttavia, più tardi, quando Tim cerca di chiamare Mary, scopre che tornando indietro nel tempo per aiutare Harry, la serata con Mary non è mai avvenuta. Ricorda l'ossessione di Mary per Kate Moss e, per pura perseveranza, trova Mary una settimana dopo ad una mostra basata sulla modella. Sfortunatamente, Tim apprende che Mary ora ha un ragazzo, ma riesce a scoprire luogo e data esatti del loro primo incontro. Viaggiando nel passato, Tim si presenta ad una festa prima che arrivi il potenziale fidanzato e convince, invece, Mary ad andarsene via con lui. La loro relazione si sviluppa e Tim si trasferisce a casa di Mary. Una sera incontra Charlotte che sembra interessata a lui, ma Tim la rifiuta, rendendosi conto che è innamorato di Mary, e corre da quest'ultima per chiederle di sposarlo. Dopo una tragicomica cerimonia di matrimonio, i due hanno anche una figlia, che chiamano Posy.
Le difficoltà nella vita di Kit Kat e il suo alcolismo la portano a fare un incidente con la macchina il giorno del primo compleanno di Posy. Mentre Kit Kat è in ospedale, Tim decide di intervenire nella sua vita: impedisce l'incidente e porta Kit Kat indietro nel tempo per evitare la sua infelice relazione con Jimmy. Tim e Kit Kat riescono a tornare nel presente, ma il ragazzo scopre che Posy non è mai nata e che invece adesso ha un figlio maschio. Suo padre James gli spiega che non si possono cambiare gli eventi prima della nascita dei propri figli e aspettarsi che lo stesso identico bambino venga poi concepito. Tim accetta che non può cambiare la vita di sua sorella intervenendo nel suo lontano passato, lasciando, così, che l'incidente si verifichi. Aiutata dalla coppia, Kit inizia una relazione con Jay, l'amico di Tim, e ha un figlio tutto suo. Poco dopo, anche Tim e Mary hanno un altro figlio, questa volta un maschio.
Tim scopre che suo padre ha un cancro terminale e che il viaggio nel tempo non lo può cambiare. Suo padre lo ha scoperto anni prima, ma ha continuato a viaggiare indietro nel tempo per prolungare efficacemente la sua vita e trascorrere più tempo con la sua famiglia. Dice a Tim di vivere ogni giorno due volte per essere veramente felice: prima con tutte le tensioni e le preoccupazioni di tutti i giorni, la seconda notando quanto dolce possa essere il mondo. In seguito suo padre muore, ma Tim viaggia nel passato per visitarlo ogni volta che gli manca.
Un giorno Mary dice a Tim che vuole un terzo figlio. Tim è riluttante perché significa che non sarà in grado di visitare di nuovo suo padre. Perciò Tim dice a suo padre, per l'ultima volta, che non lo potrà più rivedere ed insieme tornano indietro per rivivere un affettuoso ricordo della prima infanzia di Tim. Dopo aver concepito un'altra bambina, Tim si rende conto che è meglio vivere ogni giorno una volta e apprezzare la vita con la sua famiglia come se la stesse vivendo per la seconda volta.

## Produzione
Le riprese del film iniziarono il 15 giugno e terminarono il 22 agosto 2012, svolgendosi nel Regno Unito tra Londra e la Cornovaglia.
Nel ruolo di Mary fu inizialmente scelta l'attrice Zooey Deschanel, la quale dovette in seguito abbandonare il progetto per conflitti di programmazione, venendo sostituita da Rachel McAdams.

## Colonna sonora

### Tracce[4]
1. Ben Folds – The Luckiest (About Time version) – 4:04
2. Jon Boden, Sam Sweeney & Ben Coleman – How Long Will I Love You – 2:46
3. Paul Buchanan – Mid Air – 2:28
4. Groove Armada – At the River (Radio Edit) – 3:10
5. The Cure – Friday I'm in Love – 3:34
6. Amy Winehouse – Back to Black (Explicit) – 4:00
7. Ron Sexsmith – Gold in them Hills – 3:31
8. Nick Laird-Clowes – The About Time Theme – 2:22
9. Nick Cave & The Bad Seeds – Into My Arms – 4:13
10. Jimmy Fontana – Il Mondo – 2:42
11. Nick Laird-Clowes – Golborne Road – 2:16
12. Sugababes – Push the Button – 3:37
13. t.A.T.u. – All the Things She Said (Original Edited) – 3:35
14. Barbar Gough, Sagat Guirey, Andy Hamill & Tim Herniman – When I Fall In Love – 3:02
15. Arvo Pärt – Spiegel im Spiegel – 9:24
16. Ellie Goulding – How Long Will I Love You? – 2:34
17. The Killers – Mr. Brightside – 3:42

## Promozione
Il primo trailer del film viene pubblicato online il 14 maggio 2013.

## Distribuzione
La pellicola è stata distribuita nelle sale cinematografiche britanniche a partire dal 6 settembre 2013, mentre in quelle italiane dal 7 novembre.

## Accoglienza

### Incassi
Questione di tempo ha incassato 15,3 milioni di dollari nel Nord America e 71,7 nel resto del mondo, per un totale di 87,1 milioni di dollari.

### Critica
Sull'aggregatore Rotten Tomatoes il film riceve il 68% delle recensioni professionali positive con un voto medio di 6,36 su 10 basato su 157 critiche, mentre su Metacritic ottiene un punteggio di 55 su 100 basato su 34 critiche.

## Riconoscimenti
- 2014 - Saturn Award
  - Candidatura per il miglior film fantasy
  - Candidatura per il miglior attore non protagonista a Bill Nighy
  - Candidatura per il miglior montaggio a Mark Day
- 2014 - Golden Trailer Awards
  - Miglior poster per un film sentimentale
  - Candidatura per il miglior spot Tv per un film sentimentale
- 2014 - Irish Film and Television Award
  - Candidatura per il miglior attore protagonista a Domhnall Gleeson
- 2014 - London Critics Circle Film Awards
  - Candidatura per la migliore attrice dell'anno a Lindsay Duncan
- 2013 - New York Film Festival
  - Candidatura per il miglior film
- 2013 - Festival internazionale del cinema di San Sebastián
  - Miglior film europeo
- 2013 - Utah Film Critics Association Awards
  - Miglior attore non protagonista a Bill Nighy